# Barry R. Bloom
Barry R. Bloom (* 13. April 1937 in Philadelphia) ist ein US-amerikanischer Immunologe und Experte für globale Gesundheitsfragen.

## Leben und Werk
Bloom studierte Biologie am Amherst College (Bachelor 1958) und wurde 1963 an der Rockefeller University in Immunologie promoviert. Als Post-Doktorand war er am Wright-Fleming-Institut in London. Danach wurde er Professor am Meharry Medical College in Nashville. Ab 1973 war er Professor und 1978 bis 1990 war er Vorstand der Fakultät für Mikrobiologie und Immunologie am Albert Einstein College of Medicine in New York City. Ab 1990 wurde er Wissenschaftler am Howard Hughes Medical Institute und gleichzeitig im Advisory Board des National Research Council. Ab 1998 war er Dekan der Harvard School of Public Health (HSPH) der Harvard University, was er bis 2008 blieb. Er ist dort Joan and Julius Jacobson Professor of Public Health und Harvard University Distinguished Service Professor.
Er forschte unter anderem über cell mediated immunity, Virus-Lymphozyt Wechselwirkung, Tuberkulose, Lepra und Impfstoffe. Er ist international als Experte für Impfungen und globale Gesundheitsfragen gefragt.
Ab 1971 beriet er die WHO in immunologischen Fragen, war Mitglied von deren Advisory Committee on Health Research und er war Mitglied von deren Komitees für Lepra und Tuberkulose. Zurzeit (2010) steht er dem Malaria-Beratungs-Komitee (Technical and Research Advisory Committee to the Global Program on Malaria) vor.
Er ist Mitglied des US Aids Research Committee und stand dem Impfstoff-Beratungskomitee von UNAIDS (dem AIDS Komitee der United Nations) vor, wo er 2009 hinter einer neuen Initiative von UNAIDS und WHO für die Entwicklung und den Test von Impfstoffen gegen Aids stand. Er war auch in der Debatte, um damit verbundene ethische Fragen involviert.
Bloom war auch Berater des National Institute for Allergy and Infectious Diseases und des National Center for Infectious Diseases der Centers for Disease Control and Prevention und Berater des Wellcome Trust.
Er war Gründungspräsident des International Vaccine Institute in Südkorea, das Impfstoffe für Kinder in der Dritten Welt fördern soll.
1978 war er Berater des US-Präsidenten in Fragen internationaler Gesundheit.
1999 erhielt er die Robert-Koch-Medaille und 1984 den Alexandre-Besredka-Preis für Immunologie der Stiftung Immunität und Umwelt. 1994 erhielt er den John Enders Award der Infectious Disease Society of America, 1997 den Howard Taylor Ricketts Award, 1998 den Novartis Award in Immunologie und er erhielt den ersten Bristol-Myers-Squibb Award for Distinguished Research in Infectious Diseases. 1990 wurde er Ehrendoktor des Amherst College. 1985/86 war er Präsident der American Association of Immunologists, darüber hinaus war er Präsident der Federation of American Societies in Experimental Biology. Er ist Mitglied der National Academy of Sciences (und von dessen Institute of Medicine), der American Academy of Arts and Sciences, der American Philosophical Society und der American Association for the Advancement of Science.